# Aconura marginatus
Aconura marginatus är en insektsart som beskrevs av Mitjaev 1971. Aconura marginatus ingår i släktet Aconura och familjen dvärgstritar. Inga underarter finns listade i Catalogue of Life.